# 木里柳
木里柳（学名：Salix muliensis）为杨柳科柳属的植物，是中国的特有植物。分布在中国大陆的四川、云南等地，生长于海拔3,000米至4,000米的地区，常生长在山坡灌丛中和林下，目前尚未由人工引种栽培。